# Holly Hobbie

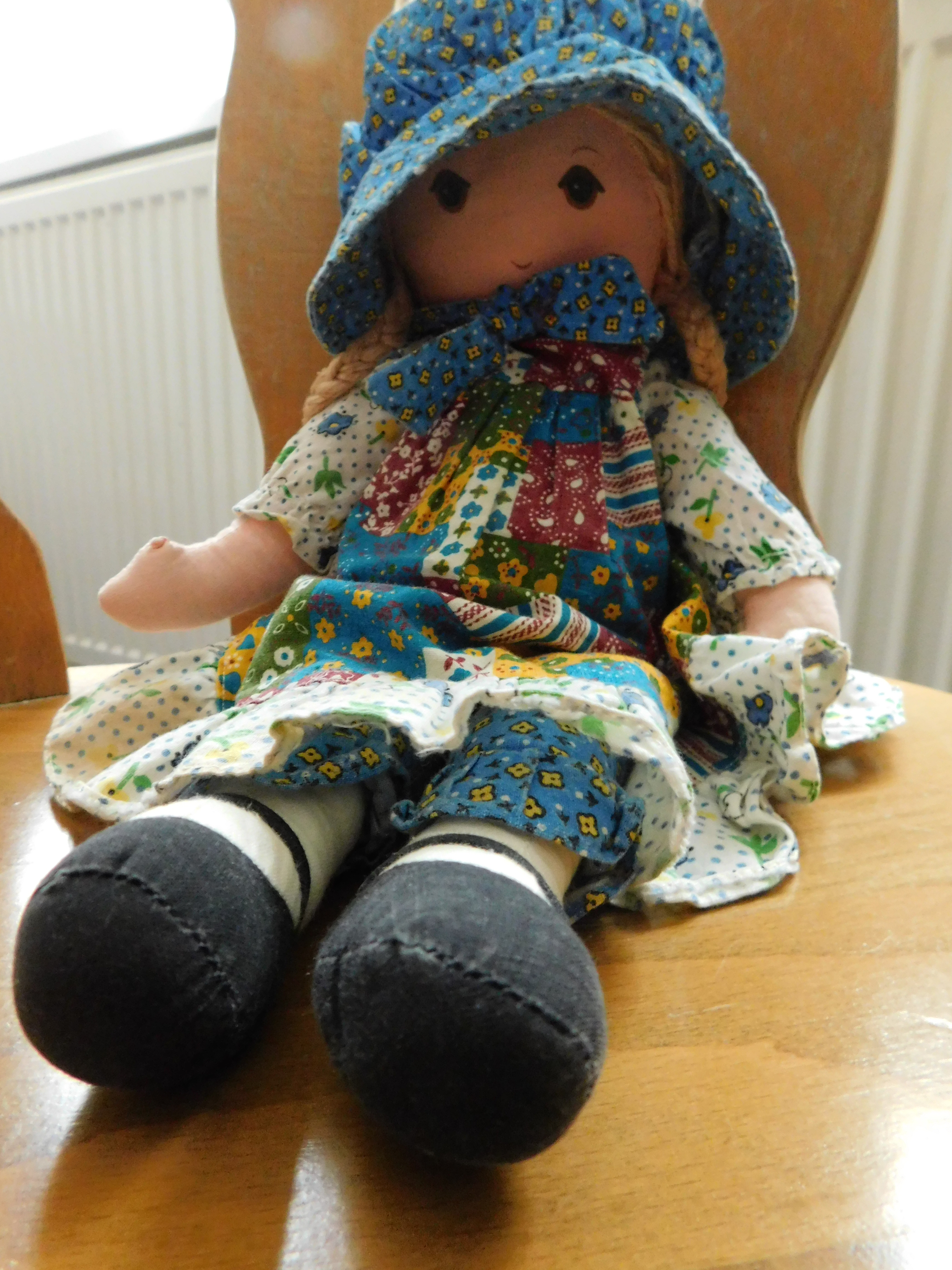

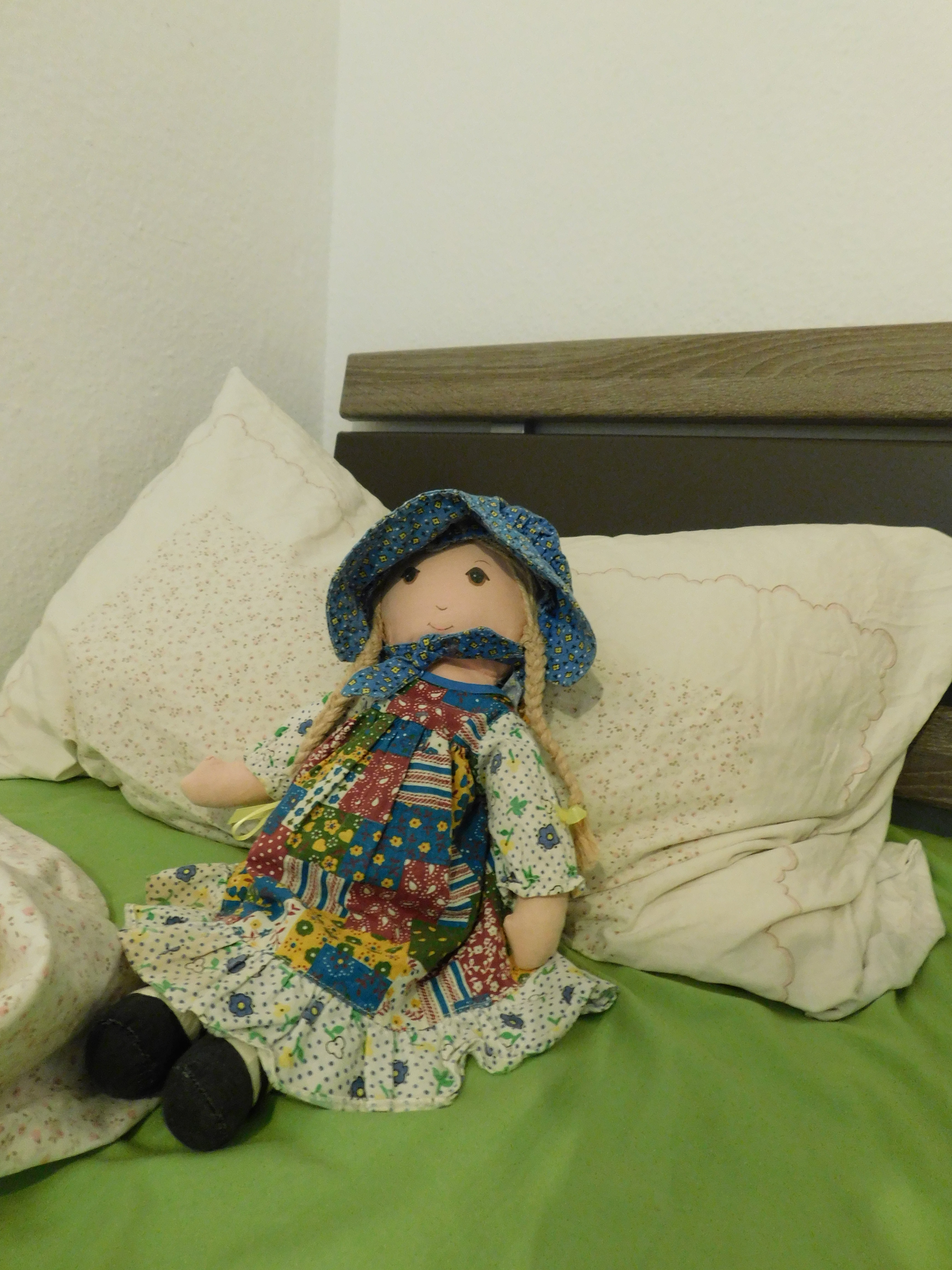
Une poupée Holly Hobbie, distribuée en France par la société CEJI

Holly Hobbie (née Denise Ulinskas en 1944) est une illustratrice américaine et auteur de livres pour enfants. Son personnage qui porte son nom a connu un grand succès durant les années 1970 et 1980 et a donné lieu à un important merchandising (poupées en chiffon, papeterie, dinettes etc.). Elle est également la créatrice de Tam Tam et Piko, une série de livres pour la jeunesse. 